# Compendium du Syrianus Magister
Le compendium de Syrianus (Συριανός) Magister (μάγιστρος), connu aussi sous le nom d'anonyme byzantin, est un manuel militaire de l’Empire romain d’orient, mieux connu sous le nom d’Empire byzantin, rédigé en grec et datant vraisemblablement du IXe siècle.
Ce manuel est divisé en trois traités distincts : De re strategica (Περὶ στρατηγικῆς), Rhetorica militaris et Naumachia (Ναυμαχίαι). Ces trois traités portaient sur différents éléments d’une campagne militaire, les tactiques et stratégies qui peuvent être adoptées, que soit sur terre ou sur mer en passant par les discours pour motiver les troupes. Malheureusement, une grande partie de l’œuvre a été perdue si bien qu’il est difficile d’en identifier l’auteur, de même que la date de rédaction.

## Syrianos Magistros
Durant le IXe siècle, l’Empire est entouré d’adversaires : dans les Balkans, le Royaume bulgare qui a infligé à Byzance une défaite importante à Pliska en 811 au cours de laquelle l’empereur Nicéphore I est tué ; dans l’est, l’Empire affronte les puissances islamiques. Cela a amené les Byzantins à redévelopper et inventer de nouvelles approches pour faire la guerre. Syrianus était un théoricien militaire d’un certain renom et Constantin VII avait donc recommandé le compendium à son fils Romain II, comme texte théorique durant l’expédition militaire que ce dernier a menée en Asie Mineure dans la première moitié du Xe siècle.
Au IXe siècle, les méthodes de guerres offensives amènent une transformation importante dans l’organisation des armées. On commence à voir apparaitre des armées qui priorisent l’offensive, ce qui mena à des tactiques plus complexes et des stratégies plus élaborées. L’écriture du compendium durant cette période de transformation a fait qu’il a pu s’adapter à cette nouvelle réalité et c’est la raison pour laquelle Romain II s’y est intéressé durant sa campagne. Cette nouvelle approche de la guerre par les Byzantins a pour conséquence de complexifier les unités et les équipements militaires utilisés durant les campagnes, et cela permet une plus grande diversité dans les manœuvres militaires et les stratégies qu'aux VIIe et VIIIe siècles, où prédominaient les stratégies défensives.
Syrianus a défini deux types de stratégies dans son texte : la stratégie défensive consiste pour le général à protéger son peuple et ses terres, tandis que la stratégie offensive vise à attaquer le peuple et les terres de son agresseur. Une telle distinction entre les stratégies apparaît pour la première fois dans le texte de Syrianus et montre bien l’importance, pour l’écriture de son manuel militaire, de l’époque de changements dans laquelle il a vécu.
Ces transformations proviennent du fait que, durant le VIIe siècle, l’Empire islamique se met à conquérir les anciens territoires de l’Empire byzantin et cela mène à la nécessité de réformes pour faire face à ce nouvel ennemi. Le traité sur les combats navals, la Naumachia, a été rédigé par les Byzantins en réaction aux forces navales arabes, créées à partir de 649,. L’apparition de cette nouvelle puissance navale dans la sphère d’influence de Byzance a rendu nécessaire la mise en place de stratégies militaires navales, contrairement à la situation antérieure où tout l’effort portait sur les combats terrestres. Le compendium de Syrianus Magister analyse donc les différents problèmes auxquels les commandants militaires de cette époque étaient confrontés. Malheureusement, seulement trois traités de l’auteur sont parvenus jusqu’à nous.

### Hypothèses sur la datation de l’œuvre
Au début, le nom de Syrianus n’était associé qu’avec le Naumachia, mais plusieurs historiens ont réussi, en comparant le style d'écriture des trois traités, à démontrer qu'ils avaient été écrits par le même auteur. Cette similitude a donc permis de rassembler les différents éléments d’une œuvre stratégique des plus complexes, à l’exception des quelques parties qui sont encore manquantes.
Les historiens ont d’abord cru que l’œuvre de Syrianus datait du VIe siècle, mais à la suite des articles de Barry Baldwin (en) (1988), et de Douglas Lee et Jonathan Shepard (en) (1991), cette datation a été remise en question et on penche maintenant pour des dates plus tardives, compte tenu des faiblesses de la première datation. Par contre, les deux articles en question ne nous donnent pas une date précise et il aura donc fallu attendre l’article de Philip Rance en 2008 pour avoir plus d’arguments en faveur d’une date plus tardive. Rance avance l’hypothèse que le manuel de Syrianus aurait été écrit au IXe siècle et il donne de nombreux exemples pour appuyer cette datation plus récente. Le premier argument concerne les méthodes utilisées pour la création des camps militaires, qui n’ont été observées qu’aux Xe et XIe siècles. Le second argument porte sur l’utilisation de boucliers de la grandeur d’un homme dont des équivalents ne sont pas apparus dans les textes avant le IXe siècle. Le troisième argument est lié à l’utilisation des plaques de métal pour protéger les sabots des chevaux (l’auteur indique cependant que cet argument-là n’a qu’un très faible poids). Son quatrième argument tourne autour du fait que le compendium de Syrianus apparait dans un codex créé sous la direction de Basile le Parakoimomenos aux environs de 959 et que la version du compendium qui apparait dans ce codex n’a subi aucune édition, si bien que Rance avance l’hypothèse que l’œuvre de Syrianus est contemporaine de l’ouvrage de Basile. Le dernier argument présenté repose sur l’absence d’erreurs qui se retrouvent normalement dans des copies de textes traduits de la majuscule vers la minuscule et c’est la raison pour laquelle Rance avance l’hypothèse que le texte original avait été écrit avec la minuscule. Ces cinq arguments, en sus des arguments qui avaient déjà été présentés, ont amené les historiens à émettre l’hypothèse que le compendium de Syrianus Magister avait été écrit au IXe siècle et non au VIe siècle.
Georgios Theotokis présente aussi son propre argumentaire en faveur d’une datation pour le milieu du IXe siècle. L’un de ses points est la présence du terme kataphraktoi (cataphractaire) dans les écrits de Syrianus. Ce terme ne fait son apparition définitive qu’au milieu du Xe siècle pour désigner un type spécifique de cavalerie lourde, mais Syrianus l'a plutôt utilisé pour parler de la cavalerie lourde en général. Il n’en demeure pas moins que la date exacte de la création de cet ouvrage militaire est toujours inconnue.

### De re strategica
Le premier traité porte le nom De re strategica (Περὶ στρατηγικῆς) et sa date de création fut d’abord fixée au VIe siècle, plus précisément durant le règne de Justinien (527-565). Quant à son auteur, il était anonyme puisque la première page du traité avait été perdue et c’est ainsi que deux historiens du XIXe siècle, Köchly et Rüslow, ont identifié l’auteur de ce traité en utilisant le terme d’anonyme byzantin. En 1882, Karl Konrad Müller (de) fait le lien avec le manuel concernant les tactiques navales, la Naumachia (Ναυμαχίαι) et ce n’est que lorsque Alphonse Dain a découvert un manuscrit faisant référence au manuel naval et au nom de l’auteur, qu’on a pu connaitre celui-ci, Syrianus (Συριανός), ainsi que son poste administratif, Magister (μάγιστρος).
Ce premier traité militaire compte 47 chapitres portant surtout sur les différentes tactiques et stratégies liées aux guerres terrestres. On y retrouve des éléments qui concernant l’état (Πολιτεία) et son fonctionnement, avant d’aborder véritablement la stratégie (στρατηγική) elle-même. Des exemples de tactiques défensives présentés dans l’ouvrage concernent la défense de ville et la gestion des populations civiles en temps de guerre. Syrianus présente une solution originale pour l’époque en recommandant de préparer une place pour les réfugiés, entre la première et la seconde fortification, afin qu’ils participent à la défense tout en évitant que la ville ne soit surpeuplée dans ces moments difficiles. Selon Syrianus, le but des défenseurs était d’assurer la sécurité des civils tout en repoussant les ennemis, ce qui montre bien l’héritage du passé de Byzance, beaucoup plus défensif. Cette œuvre, outre la défense de positions fortifiées, présente une analyse des situations et des exemples du passé et fait aussi un tour d’horizon des opérations sur le terrain, incluant les opérations d’espionnage et de reconnaissance, les tactiques de combats, l’équipement et l’entrainement des troupes, comme le bouclier de grandeur d’homme destiné aux troupes de front. Le texte permet de voir les méthodes de guerre employées à l’époque, comme la création et l’usage de plaque de métal sous les fers des chevaux pour pouvoir charger au travers d’un champ de chausse-trape, pièges utilisés par les forces arabes pour protéger leur campement, et ainsi permettre à leur cavalerie de charger les Arabes.
L’œuvre s’inspire grandement d’ouvrages plus anciens sur les tactiques militaires, comme la Tactica Theoria d'Élien le Tacticien (AD 106-113), tandis que les exemples de manœuvres militaires sont tirés des différents conflits passés, surtout ceux des guerres entre Grecs et Perses, ainsi que ceux entre Rome et Carthage. Le traité comporte aussi des portions sur la fortification, le signalement grâce au feu, la traversée de rivière par une armée et l’utilisation des archers. Philipe Rance avance aussi la possibilité qu’une section du texte portant sur les engins de siège a été perdue.

### Rhetorica militaris
Le Rhetorica militaris porte pour sa part sur l’utilisation de la rhétorique sur le champ de bataille pour encourager les troupes et sur les Casus belli. Syrianus y explique que la bataille pour la défense des villes et des terres est nécessaire. Cette idée de protéger ce qui nous appartient se retrouve très souvent dans l’œuvre de Syrianus : « he who whishes to fight must first look after τά οἰκεῐα ». Un autre élément de grande importance de ce traité concerne les nombreuses références dans le reste de son œuvre, comme le fait que les Perses s’automutilaient pour tenter d’infiltrer les camps byzantins. De tels exemples se retrouvent donc dans le Rhetorica militaris en lien avec des éléments expliqués dans le De re strategica (Περὶ στρατηγικῆς).
Une autre caractéristique unique du Rhetorica militaris est le fait qu’il est l’un des premiers à intégrer une approche beaucoup plus religieuse dans ses stratégies et ses discours. L’abondance de textes d’inspiration chrétienne dans cette partie de son œuvre montre, comme Monica White l’explique dans son ouvrage, que Syrianus croyait qu’il était essentiel d’utiliser la foi des troupes lors des discours de ralliement des hommes. Il fait d’ailleurs appel au zèle religieux des troupes pour les encourager à se battre plus férocement, allant même jusqu’à comparer ces hommes avec Jésus qui avait subi le supplice de la croix pour eux et qu’en conséquence, ils devaient donc être prêts à se battre et éventuellement à mourir pour le Christ. Syrianus encourage aussi les commandants à utiliser la bible pour en tirer des exemples de batailles victorieuses afin d’encourager les hommes en comparant les soldats qui vont se battre et mourir pour l’Empire à des martyrs se battant pour la foi chrétienne. Cette présence et ces références à la religion chrétienne sont uniques et ne se retrouvent dans aucun autre de ses écrits connus, ce qui semble volontaire, puisque ces discours religieux ne concernaient que la motivation et le moral des hommes et non les tactiques et stratégies.
Syrianus avait divisé les discours aux troupes en différentes catégories bien distinctes, chacune servant un but bien précis : le topique du discours, les raisons sur la nécessité de se battre, les points principaux concernant l’admonition, les preuves de cette admonition et les arguments en faveur de la guerre. Cette division du discours diffère en certains points de celles adoptées par d’autres auteurs. Il n’en demeure pas moins que le but principal de ce traité était d’encourager certains comportements sur le champ de bataille et d'en décourager d’autres, qui sont donc condamnés par les admonitions et leurs preuves. Cette vision de Syrianus, unique pour son époque, se retrouve aux XIe et XIIe siècles. Comme Antoine Meylan l’explique dans son mémoire de maitrise Pensée et pratique militaires byzantines aux XIe et XIIe siècles : « Ils se manifestent aussi bien dans la rhétorique impériale que dans le culte des saints militaires, l'utilisation de la liturgie aux armées ou l'emploi d'objets religieux, croix, icônes et reliques au combat. »

### Naumachia
Le Naumachia (Ναυμαχίαι) porte sur la guerre navale. Selon Philip Rance, c’est le seul traité de guerre navale qui nous est parvenu de l’antiquité. Certains ont avancé une théorie, qui ne peut être prouvée présentement, selon laquelle Syrianus aurait écrit le Naumachia à partir d’un traité naval d'Énée le Tacticien (350-340 BC). Le Naumachia fait le tour des différents éléments qui sont liés à la guerre navale, comme les manœuvres de trirèmes classiques. La majorité de ses connaissances sont cependant tirées de manuels militaires anciens, ce qui rend son contenu quelque peu archaïque. Un de ses éléments les plus importants, outre les formations et les manœuvres navales, concerne les différentes méthodes de communication en mer, ce qui nous permet de mieux comprendre le fonctionnement d’une flotte militaire. L’un de ces mécanismes de communication à longue distance est l’héliographe, qui utilise la réflexion de la lumière du soleil pour transmettre des messages, en plus de l’utilisation des méthodes conventionnelles telles que les drapeaux, la fumée, etc..
Ce traité a été utilisé par Léon VI pour la création de son propre manuel sur la guerre navale,.